# 昂布勒维尔
昂布勒维尔（法語：Embreville，法語發音：[ɑ̃bʁəvil]）是法国上法蘭西大區索姆省的一个市镇，属于阿布维尔区。

## 地理
昂布勒维尔（50°1'49"N, 1°32'35"E）面积5.33 平方千米，位于法国上法蘭西大區索姆省，该省份为法国北部沿海省份，北起加来海峡省和北部省，西接滨海塞纳省和大西洋英吉利海峡，南至瓦兹省，东临埃纳省。
与昂布勒维尔接壤的市镇（或旧市镇、城区）包括：艾涅维尔、博尚、比尼莱加马什、达尔尼、弗雷塞讷维尔、加马什。

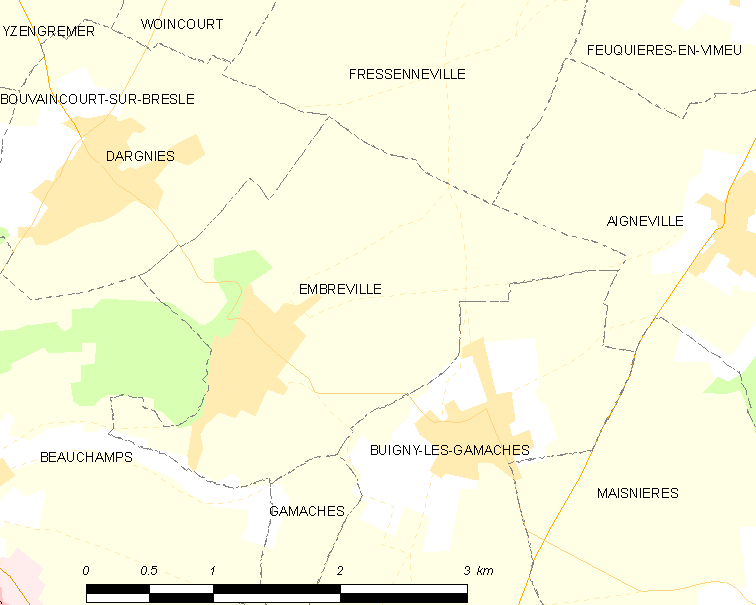
昂布勒维尔的OSM定位图

昂布勒维尔的时区为UTC+01:00、UTC+02:00（夏令时）。

## 行政
昂布勒维尔的邮政编码为80570，INSEE市镇编码为80265。

## 政治
昂布勒维尔所属的省级选区为加马什县。

## 人口

1962-2008年间昂布勒维尔人口变化图示

昂布勒维尔于2022年1月1日时的人口数量为561人。